# UCI Africa Tour 2016
El UCI Africa Tour 2016 fue la duodécima edición del calendario ciclístico internacional africano. Se inició el 18 de enero de 2016 con la Tropicale Amissa Bongo y finalizó el 20 de noviembre del mismo año en Ruanda, con el Tour de Ruanda.

## Equipos
Los equipos que pueden participar en las diferentes carreras dependen de la categoría de las mismas. A mayor nivel de una carrera pueden participar equipos de más nivel. Los equipos UCI ProTeam, solo pueden participar de las carreras .1 pero tienen cupo limitado para competir, y los puntos que logran sus ciclistas no van a la clasificación. 
| Categoría | Categoría                    | Equipos |
| --------- | ---------------------------- | --- |
| .1        | 1.1 (Carrera de un día)      | * ProTeam (max 50%) * Profesionales Continentales * Continentales * Selecciones nacionales                 |
| .1        | 2.1 (Carrera de varios días) | * ProTeam (max 50%) * Profesionales Continentales * Continentales * Selecciones nacionales                 |
| .2        | 1.2 (Carrera de un día)      | * Profesionales Continentales * Continentales * Selecciones nacionales * Selecciones regionales * Amateurs |
| .2        | 2.2 (Carrera de varios días) | * Profesionales Continentales * Continentales * Selecciones nacionales * Selecciones regionales * Amateurs |

## Calendario
Las siguientes son las carreras que componen el calendario UCI Africa Tour aprobado por la UCI

### Enero
| Fecha | Carrera                | Cat. | Ganador      | Equipo         |
| ----- | ---------------------- | ---- | ------------ | -------------- |
| 18-24 | Tropicale Amissa Bongo | 2.1  | Adrien Petit | Direct Énergie |

### Febrero
| Fecha | Carrera                                      | Cat. | Ganador                                                                  | Equipo                       |
| ----- | -------------------------------------------- | ---- | ------------------------------------------------------------------------ | ---------------------------- |
| 22    | Campeonato Africano Contrarreloj por Equipos | CC   | Elias Afewerki Mekseb Debesay Amanuel Ghebreigzabhier Tesfom Okubamariam | Equipo nacional de Eritrea   |
| 24    | Campeonato Africano Contrarreloj Sub-23      | CC   | Valens Ndayisenga                                                        | Equipo nacional de Ruanda    |
| 24    | Campeonato Africano Contrarreloj             | CC   | Mouhssine Lahsaini                                                       | Equipo nacional de Marruecos |
| 26    | Campeonato Africano en Ruta Sub-23           | CC   | Amanuel Ghebreigzabhier                                                  | Equipo nacional de Eritrea   |
| 26    | Campeonato Africano en Ruta                  | CC   | Tesfom Okubamariam                                                       | Equipo nacional de Eritrea   |

### Marzo
| Fecha | Carrera                                | Cat. | Ganador              | Equipo                       |
| ----- | -------------------------------------- | ---- | -------------------- | ---------------------------- |
| 4     | Circuito de Argel                      | 1.2  | Jesús Alberto Rubio  | Al Nasr-Dubai                |
| 5-7   | Tour de Orán                           | 2.2  | Luca Wackermann      | Al Nasr-Dubai                |
| 8     | Gran Premio de Orán                    | 1.2  | Tomas Vaitkus        | Al Nasr-Dubai                |
| 10-12 | Tour de Blida                          | 2.2  | Luca Wackermann      | Al Nasr-Dubai                |
| 12-20 | Tour de Camerún                        | 2.2  | Mohmed Amine Errafai | Equipo nacional de Marruecos |
| 13-16 | Tour de Sétif                          | 2.2  | Essaïd Abelouache    | Al Nasr-Dubai                |
| 17    | Critérium Internacional de Sétif       | 1.2  | Adil Barbari         | Al Nasr-Dubai                |
| 19-22 | Tour de Annaba                         | 2.2  | Luca Wackermann      | Al Nasr-Dubai                |
| 23-25 | Tour de Constantino                    | 2.2  | Tomas Vaitkus        | Al Nasr-Dubai                |
| 26    | Critérium Internacional de Constantino | 1.2  | Joseph Areruya       | Equipo nacional de Ruanda    |
| 28    | Critérium Internacional de Blida       | 1.2  | Nassim Saidi         | Al Marakeb                   |

### Abril
| Fecha | Carrera                          | Cat. | Ganador            | Equipo                               |
| ----- | -------------------------------- | ---- | ------------------ | ------------------------------------ |
| 1-10  | Tour de Marruecos                | 2.2  | Stefan Schumacher  | Christina Jewelry                    |
| 16    | Fenkil Northen Red Sea Challenge | 1.2  | Michael Habtom     | Equipo nacional de Eritrea           |
| 17    | Circuito de Massawa              | 1.2  | Tesfom Okubamariam | Sharjah Team                         |
| 19-23 | Tour de Eritrea                  | 2.2  | Merhawi Goitom     |                                      |
| 23-30 | Tour de Senegal                  | 2.2  | Abdallah Benyoucef | Groupement Sportif Pétrolier Algérie |
| 24    | Circuito de Asmara               | 1.2  | Yonas Fissahaye    |                                      |

### Mayo
| Fecha | Carrera                                         | Cat. | Ganador               | Equipo            |
| ----- | ----------------------------------------------- | ---- | --------------------- | ----------------- |
| 5     | Challenge du Prince-Trophée Princier            | 1.2  | Thomas Vaubourzeix    | Lupus Racing Team |
| 7     | Challenge du Prince-Trophée de l'Anniversaire   | 1.2  | Soufiane Sahbaoui     |                   |
| 8     | Challenge du Prince-Trophée de la Maison Royale | 1.2  | Mouhssine Lahsaini    |                   |
| 21-24 | Vuelta a Túnez                                  | 2.2  | Abderrahmane Mansouri | Sharjah Team      |

### Agosto
| Fecha | Carrera         | Cat. | Ganador      | Equipo               |
| ----- | --------------- | ---- | ------------ | -------------------- |
| 28-2  | Tour de Etiopía | 2.2  | Tedros Redae | Selección de Etiopía |

### Septiembre
| Fecha | Carrera                                      | Cat. | Ganador            | Equipo |
| ----- | -------------------------------------------- | ---- | ------------------ | ------ |
| 24-30 | Tour de la Reconciliación de Costa de Marfil | 2.2  | Mohcine El Kouraji |        |

### Octubre
| Fecha | Carrera                     | Cat. | Ganador         | Equipo       |
| ----- | --------------------------- | ---- | --------------- | ------------ |
| 12-16 | Gran Premio de Chantal Biya | 2.2  | Martial Roman   |              |
| 28-6  | Tour de Faso                | 2.2  | Harouna Ilboudo | Bandera de ? |

### Noviembre
| Fecha | Carrera        | Cat. | Ganador           | Equipo                     |
| ----- | -------------- | ---- | ----------------- | -------------------------- |
| 13-20 | Tour de Ruanda | 2.2  | Valens Ndayisenga | Dimension Data for Qhubeka |

## Clasificaciones parciales
- Nota: Las clasificaciones parciales (Agosto) hasta el momento son:[3]

### Individual
La integran todos los ciclistas que logren puntos pudiendo pertenecer tanto a equipos amateurs como profesionales, inclusive los equipos UCI WorldTeam.
| Posición | Ciclista              | Puntos |
| -------- | --------------------- | ------ |
| 1.º      | Tesfom Okubamariam    | 432    |
| 2.º      | Adil Barbari          | 284    |
| 3.º      | Soufiane Haddi        | 281    |
| 4.º      | Abderrahmane Mansouri | 244    |
| 5.º      | Mouhcine Lahsaini     | 219    |
| 6.º      | Essaïd Abelouache     | 218    |
| 7.º      | Luca Wackermann       | 212    |
| 8.º      | Youcef Reguigui       | 200    |
| 9.º      | Elyas Afewerki        | 192    |
| 10.º     | Tomas Vaitkus         | 180    |

| 11.º | Bandera de ? |  |
| 12.º | Bandera de ? |  |
| 13.º | Bandera de ? |  |
| 14.º | Bandera de ? |  |
| 15.º | Bandera de ? |  |
| 16.º | Bandera de ? |  |
| 17.º | Bandera de ? |  |
| 18.º | Bandera de ? |  |
| 19.º | Bandera de ? |  |
| 20.º | Bandera de ? |  |

### Equipos
A partir de 2016 y debido a cambios reglamentarios, todos los equipos profesionales entran en esta clasificación, incluso los UCI WorldTeam que hasta la temporada anterior no puntuaban. Se confecciona con la sumatoria de puntos que obtenga un equipo con sus 8 mejores corredores en la clasificación individual. La clasificación también la integran equipos que no estén registrados en el continente.
| Posición | Equipo         | Puntos |
| -------- | -------------- | ------ |
| 1.º      | Al Nasr-Dubai  | 1034   |
| 2.º      | Sharjah Team   | 1027   |
| 3.º      | SkyDive Dubai  | 588    |
| 4.º      | Dimension Data | 457    |
| 5.º      | Direct Énergie | 214    |

| 6.º  | Bandera de ? |  |
| 7.º  | Bandera de ? |  |
| 8.º  | Bandera de ? |  |
| 9.º  | Bandera de ? |  |
| 10.º | Bandera de ? |  |

### Países
Se confecciona mediante los puntos de los 10 mejores ciclistas de un país, no solo los que logren en este Circuito Continental, sino también los logrados en todos los circuitos. E incluso si un corredor de un país de este circuito, solo logra puntos en otro circuito (Europa, Asia, America, Oceanía), sus puntos van a esta clasificación.
| Posición | País      | Puntos |
| -------- | --------- | ------ |
| 1.º      | Eritrea   | 1531   |
| 2.°      | Argelia   | 1336   |
| 3.º      | Marruecos | 1277   |
| 4.º      | Sudáfrica | 884    |
| 5.º      | Ruanda    | 502    |

| 6.º  | Túnez           | 404    |
| 7.º  | Etiopía         | 343    |
| 8.º  | Egipto          | 164,32 |
| 9.º  | Namibia         | 142    |
| 10.º | Costa de Marfil | 81     |

### Países sub-23
| Posición | País      | Puntos |
| -------- | --------- | ------ |
| 1.º      | Eritrea   | 586    |
| 2.º      | Argelia   | 548    |
| 3.º      | Marruecos | 333,33 |
| 4.º      | Ruanda    | 314    |
| 5.º      | Túnez     | 189    |

## Evolución de las clasificaciones
| Fecha            | Clasificación individual | Clasificación por equipos | Clasificación por países | Clasificación por países sub-23 |
| ---------------- | ------------------------ | ------------------------- | ------------------------ | ------------------------------- |
| 31 de enero      | Adrien Petit             | Direct Énergie            | Marruecos                | Eritrea                         |
| 29 de febrero    | Tesfom Okubamariam       | Team Dimension Data       | Eritrea                  | Eritrea                         |
| 31 de marzo      | Tesfom Okubamariam       | Al Nasr-Dubai             | Argelia                  | Eritrea                         |
| 30 de abril      | Tesfom Okubamariam       | Al Nasr-Dubai             | Eritrea                  | Eritrea                         |
| 31 de mayo       | Tesfom Okubamariam       | Al Nasr-Dubai             | Eritrea                  | Eritrea                         |
| 30 de junio      | Tesfom Okubamariam       | Al Nasr-Dubai             | Eritrea                  | Eritrea                         |
| 31 de julio      | Tesfom Okubamariam       | Al Nasr-Dubai             | Eritrea                  | Eritrea                         |
| 31 de agosto     | Tesfom Okubamariam       | Al Nasr-Dubai             | Eritrea                  | Eritrea                         |
| 30 de septiembre | Tesfom Okubamariam       | Al Nasr-Dubai             | Eritrea                  | Eritrea                         |
| 31 de octubre    | Tesfom Okubamariam       | Al Nasr-Dubai             | Eritrea                  | Eritrea                         |
| 30 de noviembre  | Tesfom Okubamariam       | Al Nasr-Dubai             | Eritrea                  | Eritrea                         |
| Final            | Tesfom Okubamariam       | Al Nasr-Dubai             | Eritrea                  | Eritrea                         |